# Turystyka na Litwie

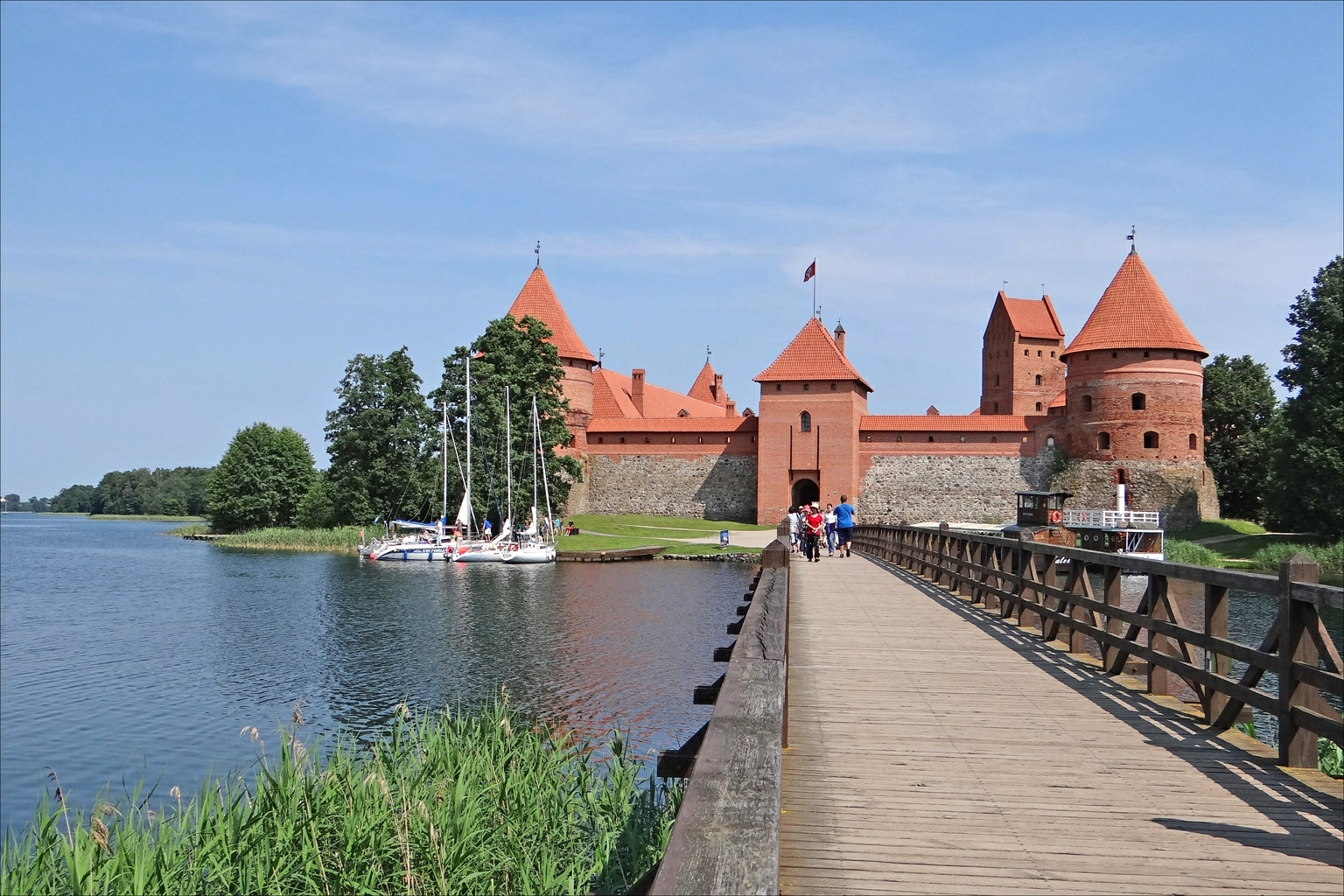
Zamek w Trokach, część Trockiego Historycznego Parku Narodowego

Turystyka na Litwie – dział gospodarki Litwy. W 2017 roku Litwę odwiedziło 1,4 miliona osób, a w 2018 liczba ta wzrosła do 1,77 mln ludzi. Turystyka na Litwie stanowi 1,7% PKB, sektor zatrudnia 22,5 tys. osób (1,7% całkowitej siły roboczej kraju).

## Cechy

### Turystyka ekologiczna i historyczna

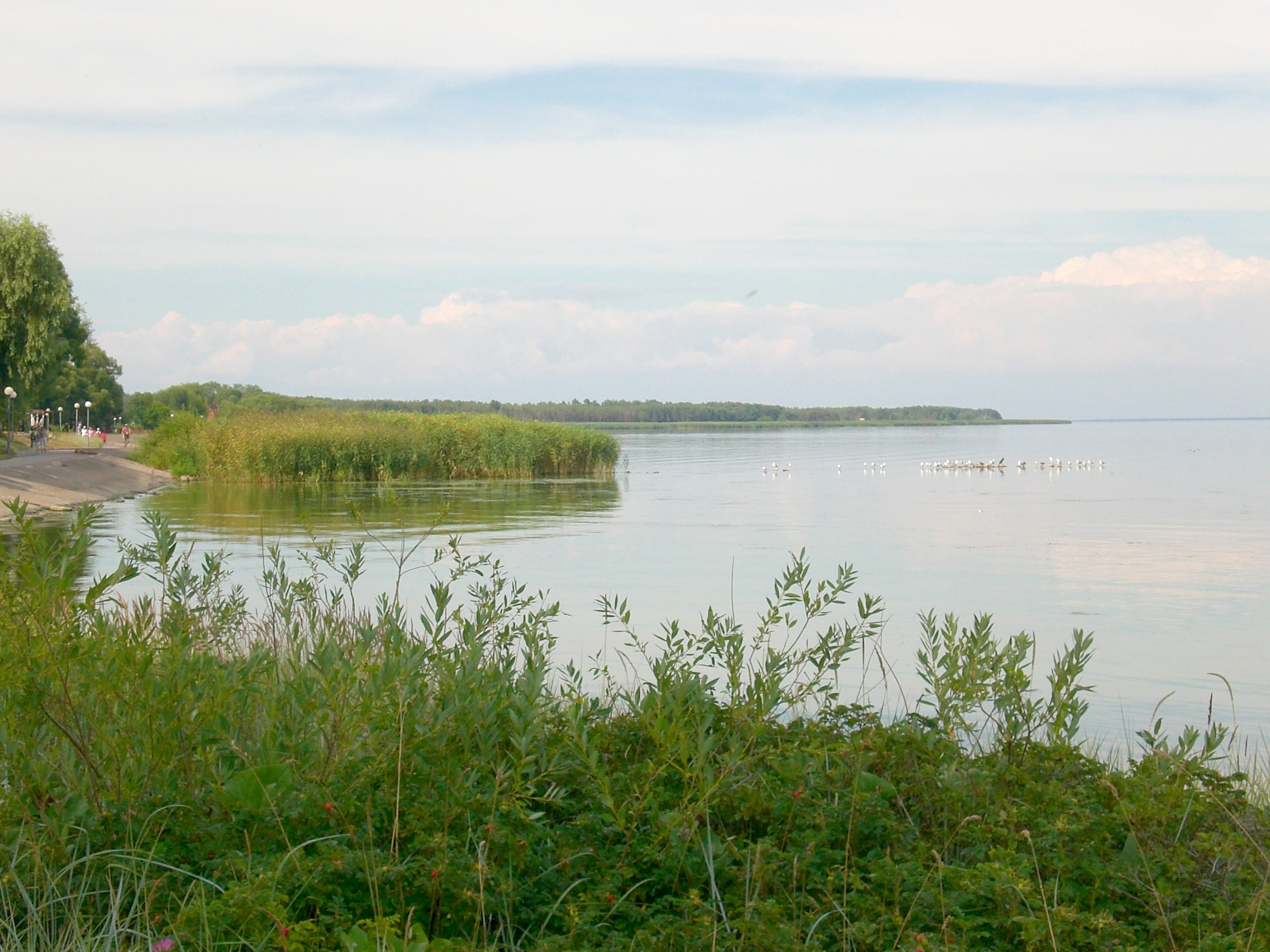
Zalew na mierzei Kurońskiej

Rząd Litwy promuje turystykę agroturystyczną. Kładzie także nacisk na organizowane szlaki tematyczne przez miejsca historyczne i przyrodnicze popularne wśród turystów krajowych i międzynarodowych. Park Regionalny Delty Niemna i rezerwat biosfery Žuvintas są znane z obserwacji ptaków. Turyści interesujący się ekologią i miłośnicy zwierząt często odwiedzają: Mierzeję Kurońską, Białą Wakę oraz bagna Środkowej Litwy.
Na północy Litwy, wzdłuż rzeki Kruoja, znajduje się umieszczony w księdze Rekordów Guinnessa kompleks zamków jako największy zachowany do czasów dzisiejszych na terenie Litwy. W tamtym rejonie żywo kultywuje się legendy o Dziadku Mrozie oraz Tadasie Blindzie – litewskim odpowiedniku Robin Hooda.
Wzrasta także wpływ turystyki zdrowotnej na całokształt rozmiaru turystyki ekologicznej.

### Turystyka miejska

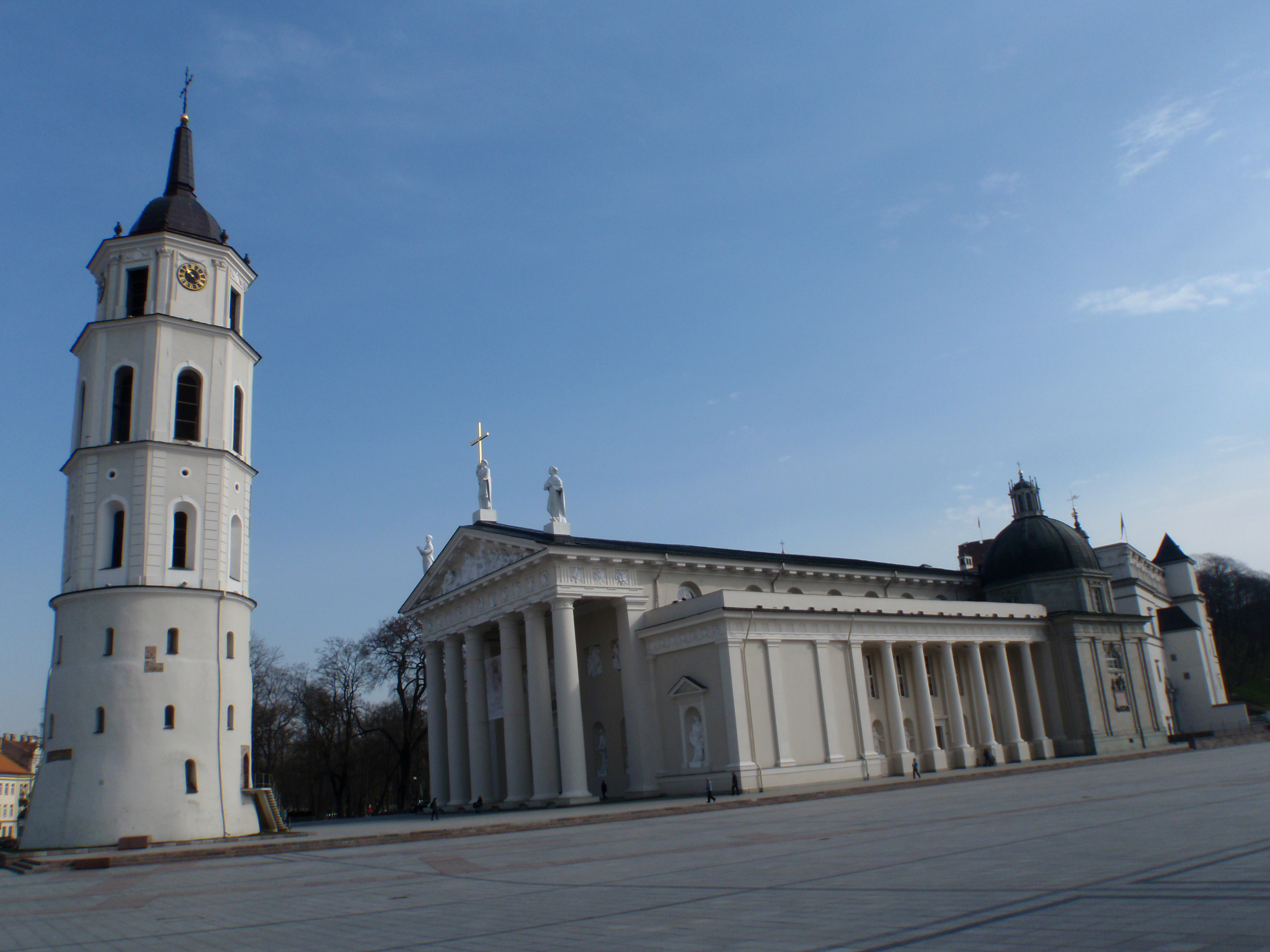
Katedra Wileńska

W 2017 roku hotele odnotowały przyjęcie 2,2 mln turystów, czyli o 7% więcej niż w 2016 roku. Liczba litewskich turystów wzrosła o 12,8%, obcokrajowców – o 3,3%. W restauracjach w głównej mierze podaje się dania kuchni tradycyjnej i regionalnej oraz mniejszości etnicznej. Jednym z największych miast odwiedzanych przez turystów jest Wilno słynące z Ostrej Bramy, Starego Miasta, a także Uniwersytetu Wileńskiego czy Teatru Narodowego. Drugim ważnym miastem jest Kowno. Za atrakcje uznaje się w nim kościoły i synagogi, ruiny zamku w Kownie, Teatr Dramatyczny oraz Dolina Mickiewicza. Chętnie odwiedzanym miejscem jest również Kłajpeda.
Ponadto popularnymi wśród turystów miejscami na Litwie są zamek w Trokach, Góra Krzyży, kościół świętego Piotra i Pawła w Wilnie, klasztor w Pożajściu, Nerynga, Druskieniki, grodzisko w Kiernowie, wileńskie Zarzecze, Stare Miasto oraz Cmentarz Na Rossie.

## Statystyki

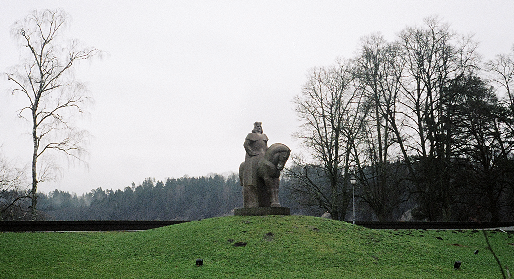
Pomnik Księcia Witolda w Birsztanach

Dużą popularnością wśród Litwinów cieszy się turystyka krajowa – w 2018 roku 70% Litwinów spędziło czas wolny na terenie swojego kraju.

### Przyloty według kraju

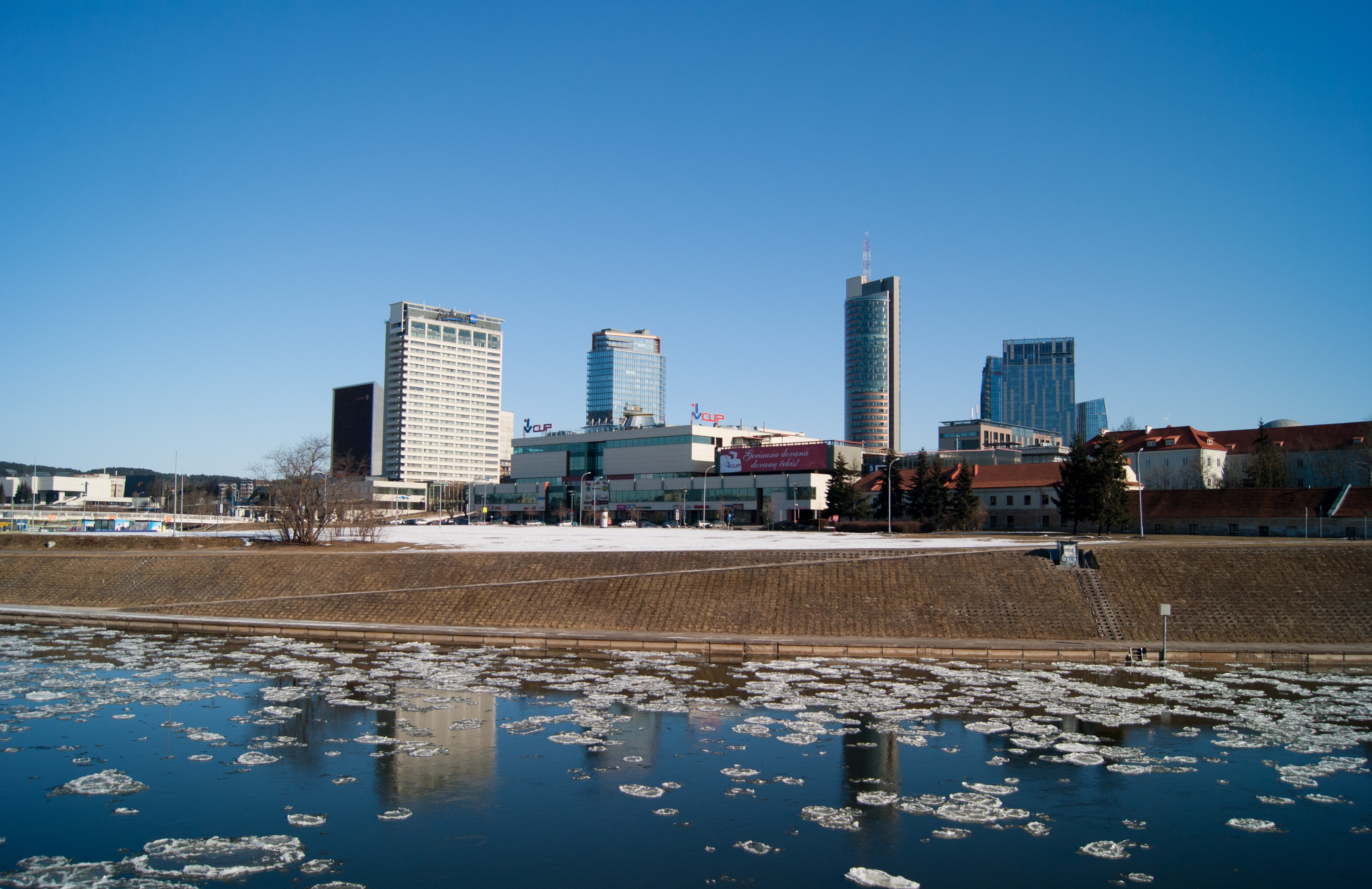
Wieżowce w centrum Wilna

Litwa doświadcza stałego wzrostu liczby zagranicznych przybyszów. Większość turystów przybywających na Litwę pochodzi z następujących krajów:
| lp.                          | Państwo                      | Liczba turystów (2015) | Liczba turystów (2016) |
| ---------------------------- | ---------------------------- | ---------------------- | ---------------------- |
| 1.                           | Niemcy                       | 170 100                | 174 800                |
| 2.                           | Białoruś                     | 163 500                | 171 900                |
| 3.                           | Rosja                        | 149 700                | 150 600                |
| 4.                           | Polska                       | 127 200                | 148 400                |
| 5.                           | Łotwa                        | 116 600                | 134 500                |
| 6.                           | Ukraina                      | 59 500                 | 84 000                 |
| 7.                           | Estonia                      | 52 600                 | 58 300                 |
| 8.                           | Wielka Brytania              | 54 100                 | 58 200                 |
| 9.                           | Włochy                       | 40 600                 | 39 900                 |
| 10.                          | Norwegia                     | 42 400                 | 39 800                 |
| Razem turystów zagranicznych | Razem turystów zagranicznych | 1 141 800              | 1 258 100              |

## Kąpieliska
Na Litwie od 2009 zarejestrowane jest około stu kąpielisk na wodach śródlądowych (w 2004 było ich dwukrotnie mniej). Kąpielisk na przybrzeżnych wodach morskich jest kilkanaście. W 2018 jakość wody w 84% z nich oceniono jako doskonałą, a tylko w jednym jako złą.